# Platygaster laevifrons
Platygaster laevifrons är en stekelart som beskrevs av Peter Neerup Buhl 2002. Platygaster laevifrons ingår i släktet Platygaster och familjen gallmyggesteklar. Inga underarter finns listade i Catalogue of Life.